# The Cosmos Rocks
The Cosmos Rocks är ett studioalbum av Queen + Paul Rodgers, som släpptes 15 september 2008. Detta är Queens första studioalbum sedan 1995, då Made in Heaven gavs ut. 
1 december 2007 släpptes låten "Say It's Not True" som gratis download på Queens officiella webbplats. 31 december släpptes den som singel, och alla intäkter gick till Nelson Mandelas Aids Foundation, 46664. En vecka innan albumet släpptes, gavs låten "C-lebrity" ut som singel.

## Inspelning
Queen + Paul Rodgers började spela in låtar till skivan i november 2007 i Roger Taylors egenägda studio The Priory. Eftersom studion låg i Taylors hus fick de möjlighet att spela dygnet runt.
Under konserterna spelade flera musiker Queen + Paul Rodgers, men på The Cosmos Rocks var May, Rodgers och Taylor de enda medverkande; anledningen till detta var att May, Rodgers och Taylor ville lära känna varandra bättre. Ingen basist hyrdes in till spelningarna, så May, Taylor och Rodgers turades om att spela bas på olika låtar. Till exempel spelade Rodgers bas på Time to Shine, som blev den första låten att spelas in av bandet. Varje låt på albumet spelades in live och gavs sedan dubbningar. Inspelningarna fortsatte fram till augusti 2008.

## Låtlista
Alla låtar är skrivna och komponerade av Brian May, Paul Rodgers och Roger Taylor. 
| Nr  | Titel                      | Längd |
| --- | -------------------------- | ----- |
| 1.  | Cosmos Rockin'             | 4:11  |
| 2.  | Time to Shine              | 4:23  |
| 3.  | Still Burnin'              | 4:03  |
| 4.  | Small                      | 4:40  |
| 5.  | Warboys                    | 3:18  |
| 6.  | We Believe                 | 6:08  |
| 7.  | Call Me                    | 2:59  |
| 8.  | Voodoo                     | 4:28  |
| 9.  | Some Things That Glitter   | 4:03  |
| 10. | C-lebrity                  | 3:39  |
| 11. | Through the Night          | 4:54  |
| 12. | Say It's Not True          | 4:01  |
| 13. | Surf's Up... School's Out! | 5:55  |
| 14. | Small reprise              | 2:06  |

## Listplaceringar
| Titel               | Listpositioner | Listpositioner | Listpositioner | Listpositioner | Listpositioner | Listpositioner | Listpositioner | Listpositioner | Listpositioner | Listpositioner | Listpositioner | Listpositioner | Listpositioner | Listpositioner | Listpositioner | Listpositioner | Listpositioner |
| Titel               | AUS            | AUT            | BEL            | DEN            | ESP            | FIN            | FRA            | GBR            | GER            | IRL            | ITA            | NLD            | NOR            | POR            | SWE            | SWZ            | USA            |
| ------------------- | -------------- | -------------- | -------------- | -------------- | -------------- | -------------- | -------------- | -------------- | -------------- | -------------- | -------------- | -------------- | -------------- | -------------- | -------------- | -------------- | -------------- |
| The Comos Rocks     | 45             | 11             | 18             | 24             | 20             | 15             | 28             | 5              | 4              | 47             | 5              | 8              | 31             | 25             | 24             | 5              | 47             |
| "Say It's Not True" | -              | -              | -              | -              | -              | -              | 75             | -              | -              | -              | 4              | 34             | -              | -              | -              | -              | -              |
| "C-lebrity"         | -              | -              | -              | -              | -              | -              | 96             | 33             | 67             | -              | 7              | 50             | -              | -              | -              | -              | -              |

## Medverkande
- Paul Rodgers – sång, gitarr, piano, keyboard
- Brian May – gitarr, bas, piano, keyboard, sång
- Roger Taylor – trummor, slagverk, keyboard, sång

### Övriga medverkande
- Taylor Hawkins – kör (på "C-lebrity")